# Било (Цетинград)
45°08′ пн. ш. 15°42′ сх. д. / 45.13° пн. ш. 15.70° сх. д.
Било (хорв. Bilo) — населений пункт у Хорватії, у Карловацькій жупанії у складі громади Цетинград.

## Населення
Населення за даними перепису 2011 року становило 16 осіб.
Динаміка чисельності населення поселення: